# Archaeotinodes grossus
Archaeotinodes grossus is een fossiele soort schietmot uit de familie Ecnomidae.